# Glenurus penningtoni
Glenurus penningtoni är en insektsart som först beskrevs av Luisa Eugenia Navas 1918.  Glenurus penningtoni ingår i släktet Glenurus och familjen myrlejonsländor. Inga underarter finns listade i Catalogue of Life.